# Банкс (Орегон)
Банкс (енгл. Banks) град је у америчкој савезној држави Орегон.

## Демографија
По попису из 2010. године број становника је 1.777, што је 491 (38,2%) становника више него 2000. године.
| Група             | 2000.         | 2010.         |
| Белци             | 1.151 (89,5%) | 1.560 (87,8%) |
| Афроамериканци    | 5 (0,4%)      | 5 (0,3%)      |
| Азијати           | 23 (1,8%)     | 22 (1,2%)     |
| Хиспаноамериканци | 49 (3,8%)     | 124 (7,0%)    |
| Укупно            | 1.286         | 1.777         |